# هریت تیلور
هریت تیلور (انگلیسی: Harriet Taylor؛ زادهٔ ۱۲ فوریهٔ ۱۹۹۴) قایقران روئینگ زن اهل بریتانیا است.
وی در مسابقات کشوری و بین‌المللی در مجموع برندهٔ ۳ مدال نقره، ۱ مدال برنز شده است.